# Киллбак
Киллбак (англ. Killbuck Creek) — река в США, на востоке центральной части штата Огайо. Является притоком реки Уалхондинг, которая в свою очередь, является одной из двух составляющих реки Маскингум. Длина составляет 131,5 км; площадь бассейна — 1588 км².
Берёт начало на севере округа Вэйн и течёт преимущественно в южном направлении, протекая через округа Медина, Холмс и Кошоктон. Впадает в реку Уалхондинг в 8 км к западу от города Кошоктон. Высота устья — 260 м над уровнем моря.